# 顯恭皇后
顯恭皇后王氏（1084年—1108年），宋徽宗的元配皇后，開封府人，父親為德州刺史王藻。

## 生平
元符二年（1099年）六月，入端王府，初封順國夫人。元符三年（1100年）正月，端王即皇帝位（徽宗）。二月，立為皇后。崇寧二年（1103年）六月，行冊禮，生有一子一女宋欽宗趙桓和榮德帝姬。王皇后恭敬節儉，贤德不妒，當時徽宗寵幸的貴妃鄭氏和王氏爭寵，王皇后待之均平。大觀二年（1108年）王皇后薨逝，年二十五，宋徽宗非常伤心，諡曰靖和「柔德教众曰靖 恭仁鲜言曰靖 雍熙阃内曰和 闺门有礼曰和」。大觀四年（1110年）十二月，改諡惠恭，紹興七年（1137年）六月，改諡顯恭「严钦事上曰恭 严钦鬼神曰恭 夙夜恭事曰恭 接下不骄曰恭」。先葬於永裕陵，紹興年間改於徽宗廟室。

## 家族
- 曾祖：王世延，贈太子太保
- 祖父：王克詢，終官西京左藏庫使、贈太師、追封慶國公
- 祖母：慎氏，追封慶國太夫人
- 父：王藻，終官德州刺史、先贈彰化軍節度使、改贈彰信軍節度使、太師、追封榮國公
- 母：呂氏，追封衛國太夫人
- 弟：王宗渙，右侍禁
- 弟：王宗沔，右侍禁
- 弟：王宗濋，終官忠州團練使
- 妹：和國夫人王氏，宗室趙仲輗妻，善字畫，能詩章[1]
- 侄：王昌遠，王宗沔子，徽宗女純福帝姬駙馬[2]

## 延伸阅读
[在维基数据编辑]
 《宋史·卷243》，出自脱脱《宋史》